# Saint-Étienne-du-Grès
Saint-Étienne-du-Grès är en kommun i departementet Bouches-du-Rhône i regionen Provence-Alpes-Côte d'Azur i sydöstra Frankrike. Kommunen ligger  i kantonen Tarascon som ligger i arrondissementet Arles. År 2022 hade Saint-Étienne-du-Grès 2 480 invånare.

## Befolkningsutveckling
Antalet invånare i kommunen Saint-Étienne-du-Grès
Referens:INSEE